# Alexandria Karlsen
Alexandria "Lexie" Karlsen (Mesa, Arizona; 26 de octubre de 1978) es una modelo pornográfica y escritora estadounidense que adquirió notoriedad al ser playmate del mes de marzo de 1999 de la revista Playboy, fotografiada por Arny Freytag y Stephen Wayda. También realizó una sesión para la revista Penthouse en julio de 2006, pasando a formar parte del selecto trío (junto a Victoria Zdrok y Linn Thomas) que ha posado como modelo del mes en ambas publicaciones. También ha modelado para las revistas Stuff en su edición de noviembre de 2002, en Maxim y para Perfect 10, donde contribuyó con su propia columna sobre afectividad y sexo. Muchos sitios coinciden en describirla como una mujer de sobresaliente inteligencia y es una de las pocas modelos que comparten una trayectoria consolidada entre el modelaje comercial y de glamour erótico-pornográfico. Actualmente es representada por la agencia FORD/RBA.
Sus inicios están marcados por un serio conflicto familiar. Su padre, Thomas Karlsen fue el tesorero del senador por el Estado de Arizona, Dennis DeConcini, trabajo que desempeñó largo tiempo hasta que en 1989 se descubrió su participación en un fraude por US$500.000 en fondos de campaña, lo que le significó ser condenado a 20 meses de presidio. En aquel entonces Alexandria tenía 10 años, y poco tiempo después comenzaría a destacar por mérito propio. A los 15 años comenzó escribiendo artículos para "The Phoenix Gazette" del "Arizona Republic" y el "Tribune Newspaper" de Arizona, que inspirarían sus futuros estudios de finanzas y su afición por el periodismo. A los 16 años obtuvo sus primeras licencias para el modelaje y realizó sus primeros desnudos a los 19 años bajo el seudónimo de "Rachelle" en un sitio amateur. En 1997 posaría por primera vez usando su nombre real en el sitio de la revista Perfect 10.
En la pequeña pantalla tiene también una trayectoria como modelo de varios renombrados programas de la televisión norteameticana, como "The Price Is Right", "Ripley's Believe It or Not", "Talk Soup", "The Late Late Show" y "The Tonight Show". Ha ejercido sus dotes histriónicas como protagonista de montajes teatrales en Arizona ("Makin' It" y
"Any Body for Tea?") y tuvo una fugaz aparición en el filme "Blow" protagonizado por Johnny Depp y Penelope Cruz, que sin embargo no fue debidamente acreditado.

## El caso Andrew Yao
En 2008, Lexie acaparó la atención de la crónica judicial norteamericana al verse directamente comprometida en los ilícitos de Andrew Yao, un alto ejecutivo de Student Finance Corp. de Newark que cometió fraudes por un monto de aproximadamente US$400 millones que llevó a su firma a la bancarrota. El hombre de negocios y la modelo se conocieron en agosto de 2001 en una fiesta en un Hotel de New York e iniciaron una relación estando él casado, diciéndole constantemente a su nueva pareja que se divorciaría de su esposa para estar con ella, y a poco andar la relación se tornó obsesiva y materialista con costosos regalos a la modelo (que sumaban más de un millón de dólares). En efecto, el ejecutivo fue descubierto en 2003 cuando los contralores de su firma siguieron el rastro de una transacción realizada a "A. Karlsen", que los llevó a Internet donde descubrieron una foto de ambos celebrando en la Mansión Playboy; en un comienzo Yao había justificado la transferencia como mantenimiento de dos aviones de su propiedad, pero posteriormente cambió su versión aduciendo que se trataba de un fallido proyecto suyo de financiar una película con Karlsen. El 4 de junio de 2008, Yao fue hallado culpable de 10 cargos de fraude y lavado de dinero en una Corte Federal de Filadelfia, y en febrero de 2009 fue sentenciado a 5 años de presidio y a pagar US$12.5 millones en compensación por el fraude. En este caso, el testimonio de Alexandria Karlsen fue crucial y ella vivió también la tensión de sentirse cómplice de un delito, llegando a decir que "si hubiera sabido los dolores de cabeza que le traerían los regalos de Yao, nunca los habría aceptado" y que la similitud con el caso de su padre le había hecho dado mucho que pensar sobre lo sucedido.

## Vida familiar
En 2002 Alexandria contrajo matrimonio con Matthew Wolfe, con quien tiene dos hijos, lo cual no ha afectado en absoluto su desempeño tanto en el modelaje como en sus proyectos personales. Tal como reza su presentación en su página de myspace, se declara una orgullosa "Madre, modelo de desnudos y escritora" que ha cosechado el éxito de su libro "The Divorced Guy's Guide to Dating: How to Meet More Women" (es decir "La guía de citas para el divorciado: Cómo conocer más mujeres") publicado en junio de 2003 por su propia editorial Alexandria Publications. Más tarde en 2006, y sólo 8 meses después de nacido su segundo hijo, volvería a deslumbrar a sus admiradores en una sesión fotográfica para la revista Penthouse, para cuya promoción realizó una serie de performances como desnudista en el Strip Club Circuit y en el Cheetah's de Las Vegas y que marcaría una nueva etapa con un estilo de modelaje de erotismo más gráfico y desaforado, cambiando su nombre profesional por el de "Lexie"; en esta época también mantuvo en línea su sitio Sexylexie.tv, hoy inexistente, donde la pelirroja publicó sus fotografías más atrevidas, pero cuya calidad era notoriamente inferior a sus portafolios para Playboy y Penthouse. No obstante sus poses explícitamente pornográficas, Alexandria ha declarado que jamás tendría sexo real ante las cámaras. En 2009 y 2010, sesiones fotográficas de Alexandria han sido publicadas por el sitio staggstreet.com y es su trabajo más reciente conocido a la fecha.

## Citas externas (en inglés)
1. ↑  «O'Sullivan, Sean, Yao gets prison for bankruptcy lies [[The News Journal]] (Delaware) March 18, 2008». Archivado desde el original el 23 de septiembre de 2015. Consultado el 9 de diciembre de 2009.
2. ↑  «O'Sullivan, Sean, Businessman lived high life before bankruptcy [[The News Journal]] (Delaware) March 17, 2008». Archivado desde el original el 4 de noviembre de 2015. Consultado el 9 de diciembre de 2009.